# Philippe Henri Menoud
Philippe Henri Menoud (* 21. Oktober 1905 in Le Locle; † 24. November 1973 in Neuenburg) war ein Schweizer evangelischer Geistlicher und Hochschullehrer.

## Leben

### Familie
Philippe Henri Menoud war der Sohn von Jean Menoud und dessen Ehefrau Elisa (geb. Matthey).
Er blieb zeit seines Lebens unverheiratet.

### Werdegang
Nach einem Theologiestudium, dass Philippe Henri Menoud an der Universität Neuenburg begann und darauf an der Universität Paris, der Universität Marburg und der Universität New York fortsetzte, erlangte er 1928 das Lizenziat in Neuenburg und promovierte 1930 mit seiner Dissertation Les institutions palestiniennes dans l'évangile de Jean: contribution à l'étude du quatrième évangile in New York zum Dr. theol.
Er wurde 1931 in der Freikirche des Kanton Neuenburg ordiniert und war darauf von 1932 bis 1934 Pfarrer in den französischen Gemeinden Blauzac und Dions.
1934 wurde er als Nachfolger des verstorbenen René Guisan als Professor für Neues Testament an die Theologische Fakultät der Freien Evangelischen Kirche in Lausanne berufen, bevor er 1945 ordentlicher Professor für Exegese und Theologie des Neuen Testaments an der Universität Neuenburg wurde; er blieb bis zu seinem Tod in diesem Lehramt und wurde zudem 1969 Prorektor der Universität.
Von 1951 bis 1963 war er auch Lehrbeauftragter an der Freien Fakultät in Montpellier und hatte 1969 eine Gastprofessur an der Universität Freiburg.

### Theologisches und berufliches Wirken
Philippe Henri Menoud verfasste unter anderem seine 1975 veröffentlichte Schrift Jésus-Christ et la foi, war aber nicht nur an der neutestamentarischen Theologie interessiert, sondern beschäftigte sich auch mit der Neuenburger Kirchengeschichte und die Theologische Anthropologie.

## Schriften (Auswahl)
- Les institutions palestiniennes dans l'évangile de Jean: contribution à l'étude du quatrième évangile. Neuchâtel 1930.
- Richesses injustes et biens véritables. Impr. La Concorde, Lausanne 1943.
- La théologie du N.T., source de la pensée doctrinale de l'Eglise. Neuchâtel 1944.
- Soubassements bibliques de la doctrine théologique de l'Eglise. Neuchâtel 1946.
- Emil Brunner; Hermann Witschi; Philippe-Henri Menoud: Etudes oecuméniques Gwatt 1945. Distribution en Suisse: Delachaux & Niestlé S.A., Montpellier 1946.
- L'Évangile de Jean d'après les recherches récentes. Delachaux-Niestle, Neuchâtel; Paris 1947.
- L'église et les ministères selon le Nouveau Testament. Delachaux & Niestlé, Neuchâtel 1949.
- La signification du miracle selon le Nouveau Testament. Paris 1949.
- Les textes bibliques, fondements de la théologie de l'Eglise. Neuchâtel 1950.
- Oscar Cullmann; Maurice Goguel; Philippe-Henri Menoud: Aux sources de la tradition chrétienne. Delachaux & Niestlé, Neuchâtel 1950.
- La vie de l'Eglise naissante. Delachaux et Niestlé, Neuchâtel; Paris 1952.
- L'Eglise naissante et le Judaisme. Montpellier: Fac. de Théol. protestante, 1952.
- L'homme face à la mort. Delachaux & Niestlé, Lausanne 1952.
- Les actes apôtres et l'eucharistie. Paris 1953.
- Les additions au groupe des douze apôtres, d'après le livre des actes. Paris 1957.
- Jésus et ses témoins: remarques sur l'unité de l'oeuvre de Luc. A. Coueslant, Cahirs 1960.
- La pentecôte lucanienne et l'histoire. Paris 1962.
- Le sort des trepasses d'apres le Nouveau Testament. Delachaux & Niestlé, Neuchâtel 1966.
- Le sens du verbe biazetai dans Lc 16,16. Duculot, Gembloux 1970.
- Jésus-Christ et la foi. Recherches néotestamentaires. Delachaux & Niestlé, Neuchâtel; Paris 1975, ISBN 2-603-00029-2.